# Кавахара, Рэки
Рэки Кавахара (яп. 川原 礫 Кавахара Рэки) — японский писатель, родился в 1974 году в префектуре Гумма. Создатель серий ранобэ Accel World, Sword Art Online и The Isolator.
Кавахара отправил повесть Accel World на 15 литературную премию Дэнгэки, проводившуюся издательством ASCII Media Works в 2008 году, где она взяла Гран-При. Первый том был отправлен в печать издательством ASCII Media Works 10 февраля 2009 года под лейблом Dengeki Bunko. На март 2021 год опубликованы 25 томов. Также выпущены пять побочных историй.
Серия Sword Art Online была начата в 2002 году и выложена в интернет Кавахарой под ником «Фумио Кунори». После получения награды Дэнгэки автор запустил серию в печать.
В декабре 2012 года общий тираж книг превысил 10 миллионов копий. Это число достигнуто за 3 года и 11 месяцев с дебюта в феврале 2009 года, это сделало Кавахару самым быстро распродаваемым автором со времени своего дебюта в истории Dengeki Bunko. 23 марта 2013 года он получил премию Tokyo Anime Awards в категории «Лучшая оригинальная работа».
В январе 2014 года в твиттере, посвящённом сериалу Sword Art Online, было объявлено, что тираж книг за пределами Японии превысил 11 миллионов копий.
Обе серии получили аниме-адаптацию.